# Sibyllenloch

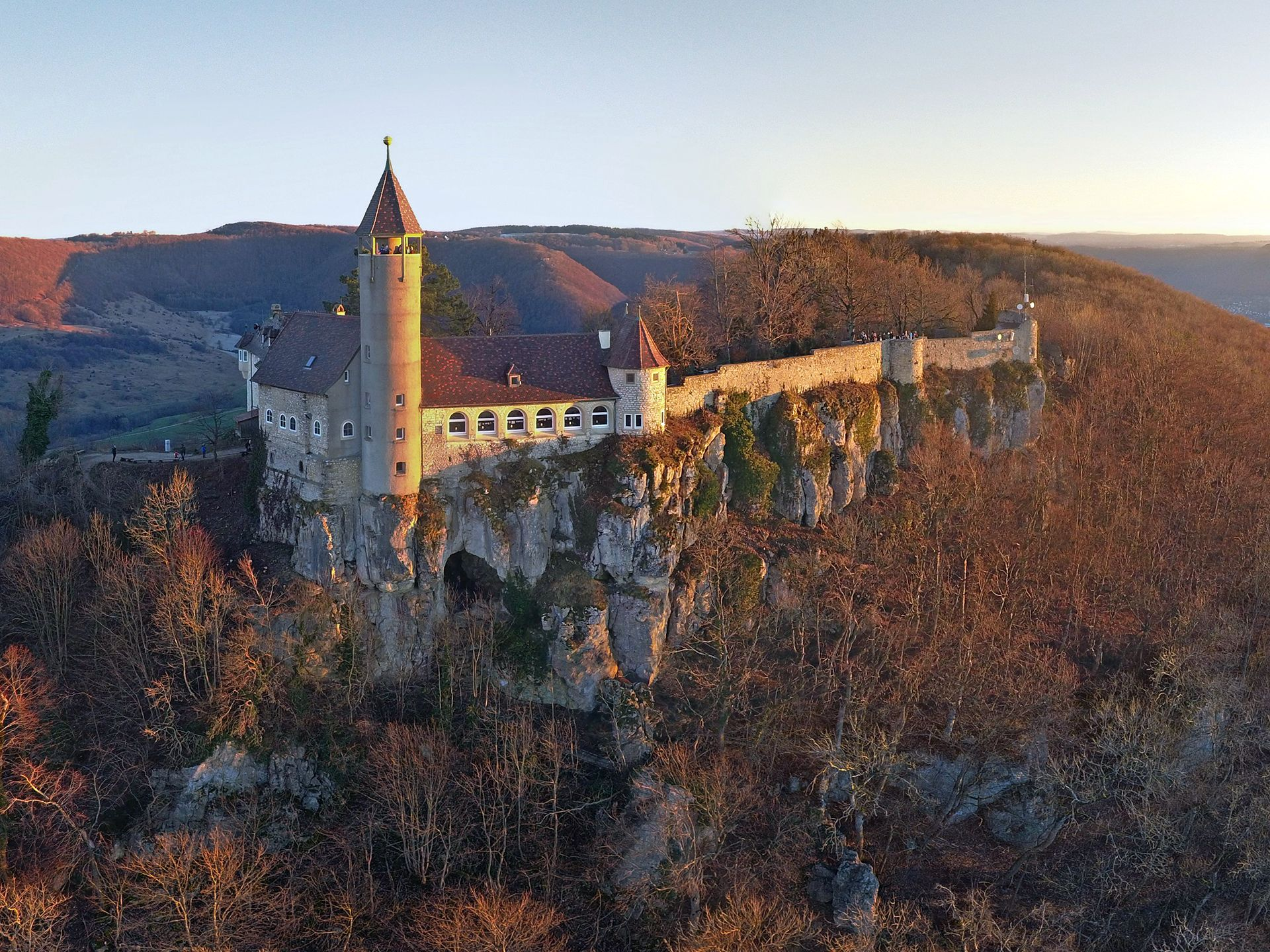
Vorderansicht der Burg Teck mit Sibyllenloch

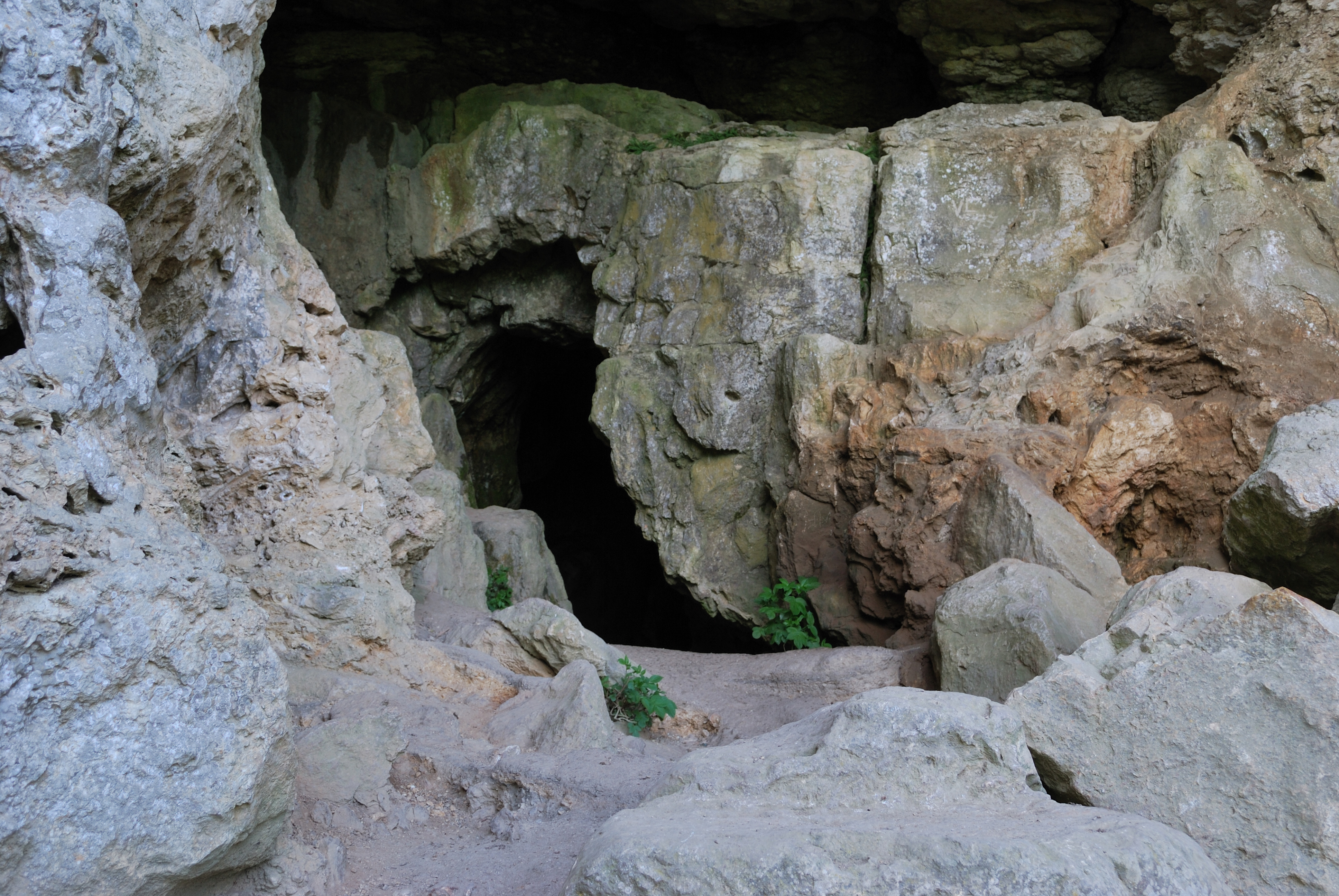
Eingang zum Sibyllenloch

Das Sibyllenloch ist eine Höhle des Teckbergs, die im Kalksteinfels unterhalb der Burg Teck bei Kirchheim unter Teck im Land Baden-Württemberg liegt. Auch im Kirnbachtal bei Ebersbach an der Fils befindet sich eine Höhle, die den Namen Sibyllenloch trägt.

## Lage
Die Höhle befindet sich unterhalb des Aussichtsturmes der Burg Teck. Unmittelbar vor dem Burgtor zweigt rechts der schmale Zustieg zum Höhleneingang ab. An der Höhle vorbei führt der Pfad weiter und bildet eine weitaus steilere Aufstiegsvariante zur Burg.

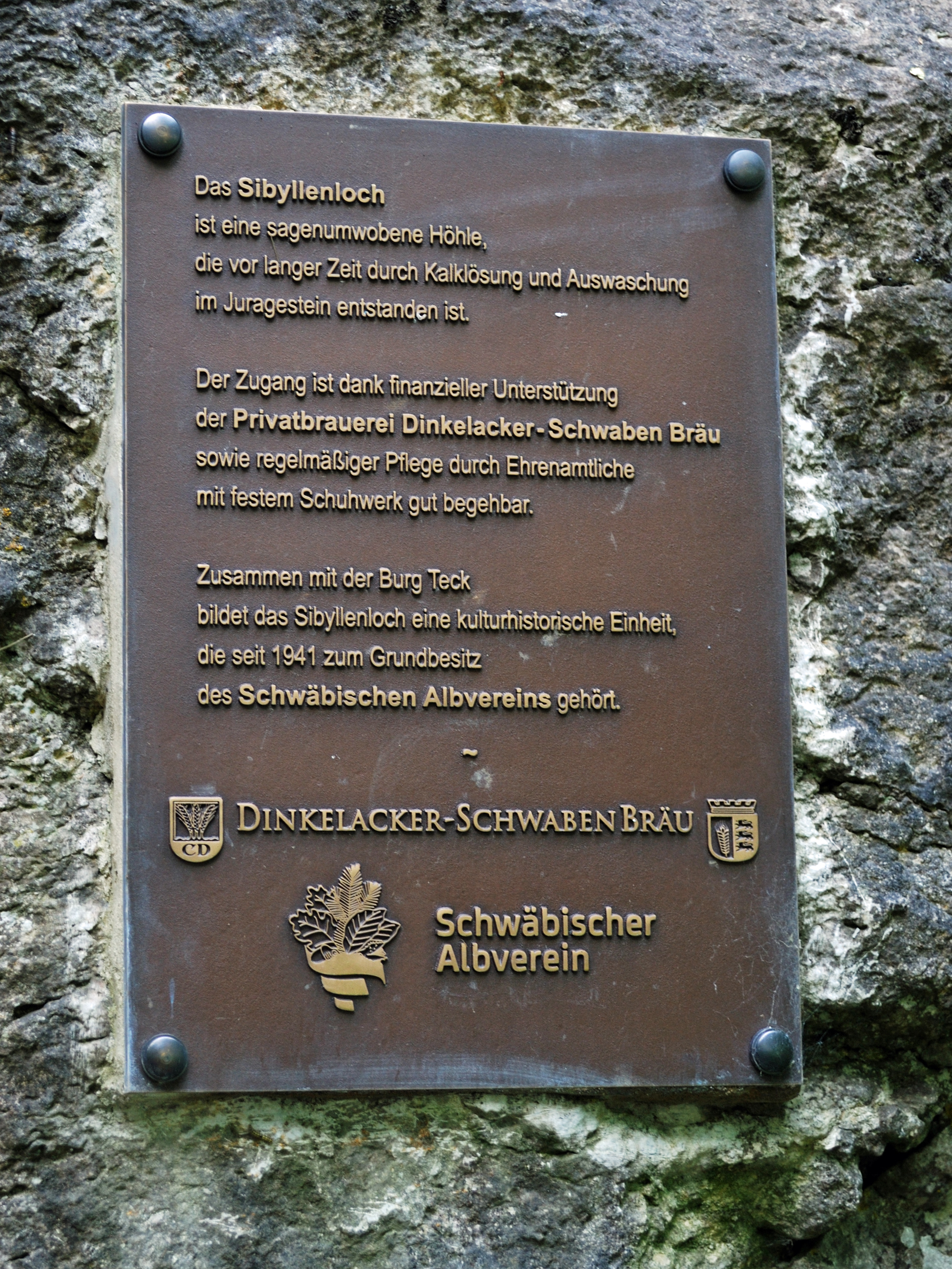
Hinweistafel am Eingang

## Sage
Um das Sibyllenloch rankt sich eine Sage, hier in einer Fassung des 20. Jahrhunderts:
In einem Schloß tief unten im Sibyllenloch am Fuß des Teckfelsens hauste die Sibylle, eine weise Frau; die hat vielen geholfen, die sich bei ihr Rat holen wollten, denn sie wußte alles und sah die Zukunft voraus. Viel Schätze von Gold und Edelstein hielt sie in ihrem Schloß in der Tiefe versteckt, doch war sie mildtätig: mancher Arme in seiner Not stieg nicht umsonst den steilen Weg zu ihr hinauf. Aber die drei Söhne der Sibylle waren von anderem Schlag. Sie bauten sich eigene Burgen hinter der Teck das Tal hinauf, der eine auf dem Rauber, der andere auf der Diepoldsburg und der dritte auf dem Wielandstein. Von diesen Burgen aus plagten sie die Bauern und plünderten die Kaufleute aus; kurz, soviel die gute Sibylle Gutes getan, soviel taten ihre Söhne Übles. Darum schämte sich die gute Mutter ihrer ungeratenen Söhne und wollte nicht mehr in ihrer Nähe bleiben. Eines Abends fuhr sie auf einem feurigen Wagen von zwei Wildkatzen gezogen von ihrer Höhle aus durch die Lüfte; man sah ihre Haare wie eine Lohe in der Abendsonne fliegen. Aber wohin sie gefahren ist, weiß niemand zu sagen. Nur an den Stellen, da ihr Wagen auf dem Boden ein Gleis geschnitten, wächst das Korn üppiger als sonstwo – der letzte Segen, den die Geschiedene den Menschen hinterlassen.

## Forschungen
Forschungen des Landesamtes für Denkmalpflege Baden-Württemberg ergaben, dass es sich bei dem als Sibyllenspur bekannten Gleis um den Lautertal-Limes handelt. Mächtigere Humusschichten in den aufgefüllten Gräben sind die Ursache des besseren Wachstums der Pflanzen.
Ausgrabungen, die zahlreiche eiszeitliche Tierskelette zu Tage brachten, wurden schon Ende des 19. Jahrhunderts durchgeführt. Die Funde werden auf ein Alter zwischen 15.000 und 20.000 Jahren geschätzt. Die Knochenstücke von Höhlenbären, Höhlenlöwen, Mammut, Nashörnern und Wildpferden lieferten den Wissenschaftlern wichtige Aufschlüsse über die Geschichte der Schwäbischen Alb.